# Marta (Włochy)
Marta – miejscowość i gmina we Włoszech, w regionie Lacjum, w prowincji Viterbo.
Według danych na rok 2004 gminę zamieszkuje 3436 osób, 104,1 os./km². Marta graniczy z Capodimonte, Montefiascone, Tuscanią i miastem Viterbo.
Marta znajduje się na południowym wybrzeżu jeziora Bolsena przy źródle rzeki o tej samej nazwie.